# Armando del Río
Armando del Río (Saragozza, 6 febbraio 1970) è un attore e regista spagnolo.

## Biografia
Nato a Saragozza, del Río studiò per diventare regista e allo stesso tempo intraprese la carriera di attore teatrale. Il suo debutto al cinema avvenne nel 1992, quando recitò con un piccolo ruolo nella pellicola di Bigas Luna Prosciutto, prosciutto.
In seguito, del Río riuscì ad ottenere ruoli importanti e prese parte a diversi film sul grande schermo. Nel frattempo continuò a recitare in teatro e cominciò a lavorare anche in alcune note serie televisive come Hospital Central.
Nell'ambito teatrale ha avuto anche esperienza di regista negli anni novanta, mentre al cinema è stato regista e produttore di un cortometraggio, La leyenda del hombre lento.

## Filmografia

### Cinema
- Prosciutto, prosciutto (Jamón, jamón), regia di Bigas Luna (1992)
- Morirás en Chafarinas, regia di Pedro Olea (1995)
- Storia di Kronen (Historias del Kronen), regia di Montxo Armendáriz (1995)
- Brujas, regia di Álvaro Fernández Armero (1996)
- Amor de hombre, regia di Yolanda García Serrano e Juan Luis Iborra (1997)
- Quince, regia di Francisco Rodríguez Gordillo (1998)
- Las huellas borradas, regia di Enrique Gabriel (1999)
- Cupido in vena di scherzi (Km. 0), regia di Yolanda García Serrano e Juan Luis Iborra (2000)
- Dama de Porto Pim, regia di José Antonio Salgot (2001)
- Valentin (Valentín), regia di Alejandro Agresti (2002)
- Las huellas que devuelve el mar, regia di Gabi Beneroso (2004)
- Un año en la luna, regia di Antonio Gárate (2004)
- Sinfín, regia di Manuel Sanabria e Carlos Villaverde (2005)
- Pongo, il cane milionario (Pancho, el perro millonario), regia di Tom Fernández (2014)

### Televisione
- Canguros (1996)
- Más que amigos (1998)
- Compañeros (1999)
- Antivicio (2000)
- El comisario (2002)
- Hospital Central (2002-2004)
- Javier ya no vive solo (2003)
- A tortas con la vida (2005-2006)
- Sin tetas no hay paraiso (2008)
- Gran Reserva (2010-2013)